# Železniční doprava v Mongolsku

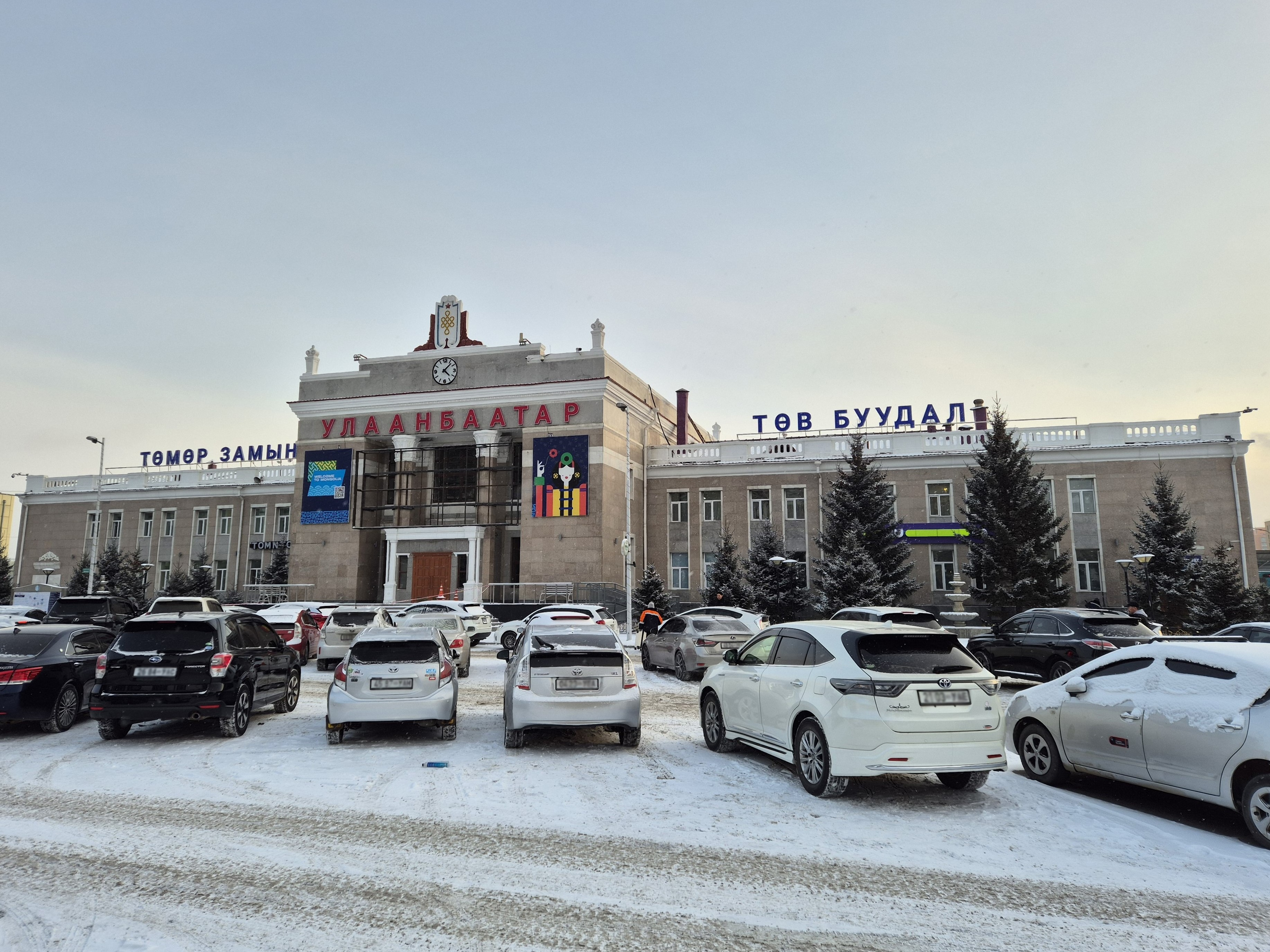
Hlavní nádraží v Ulánbátaru

Železniční doprava v Mongolsku je významným druhem dopravy v této řídce zalidněné zemi, která má také relativně málo zpevněných silnic. Železniční síť, tvořená dvěma nezávislými sítěmi širokého rozchodu je celkem dlouhá 1815 km. Větší část – 1108 kilometrů – tvoří Transmongolská magistrála.
V roce 1990 bylo po železnici přepravováno 75 % nákladu. Podle oficiální statistiky přepravila v roce 2007 železnice 93 % celkové nákladní dopravy a 43 % osob. Národním dopravcem je UBTZ (Ulánbátarská železnice, mongolsky Улаанбаатар төмөр зам), známá tradičně také jako „Mongolská železnice“ (MTZ, mongolsky Монголын төмөр зам). MTZ je ale jiná společnost, která vznikla v roce 2008. UBTZ vznikla v roce 1949 jako joint venture mezi Mongolskou lidovou republikou a Sovětským svazem.
V UBTZ drží mongolská i ruská vláda padesátiprocentní podíl. Firma zaměstnává 14 046 lidí, vlastní 110 lokomotiv a kolem 3000 železničních vozů. Mongolské železnice přepravily v roce 2013 20,5 milionu tun nákladu, což se blíží jejich maximální přepravní kapacitě. Přeprava tranzitního nákladu mezi Ruskem a Čínou je pro UBTZ důležitým zdrojem příjmů. Kromě toho je železnice užívána k přepravě uhlí do tepelných elektráren.

## Historie

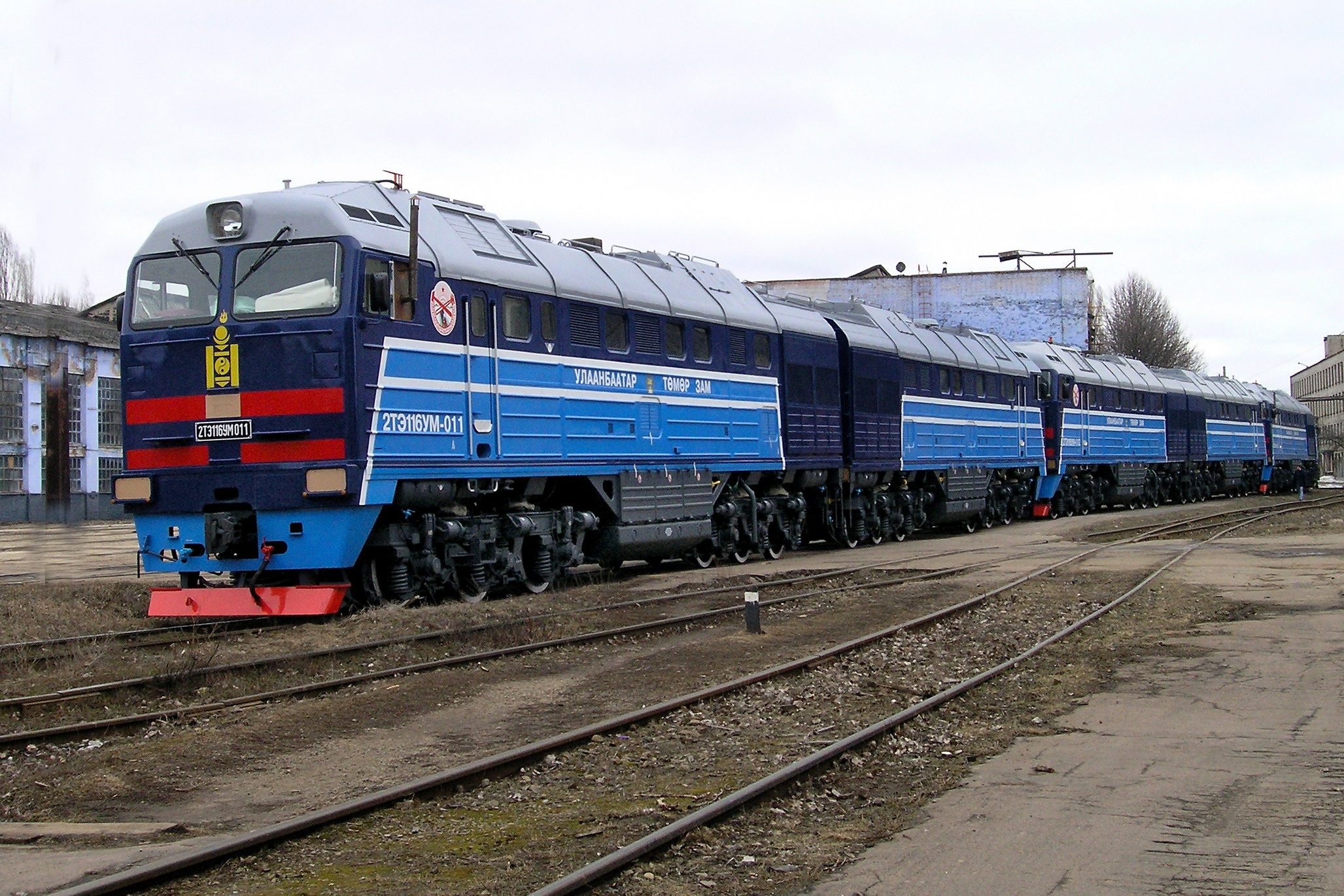
Lokomotiva 2ТЭ10Л

Jako první železniční trať v Mongolsku byla postavena 43 kilometrů dlouhá úzkorozchodná trať s rozchodem 750 mm z Ulánbátaru do Nalajchu. Uvedena do provozu byla 11. července 1938. Sloužila k přepravě černého uhlí do hlavního města. Později byla začleněna do Transmongolské magistrály a v roce 1958 přerozchodována.
Transmongolská magistrála byla vybudována v letech 1949–1961 jako jednokolejná, neelektrifikovaná železnice. V roce 1940 dosáhla rusko-mongolských hranic trať vedoucí z Ulan-Ude, v roce 1950 byla dostavěna trať do hlavního města Ulánbátaru a v roce 1955 bylo dosaženo mongolsko-čínské hranice. V roce 1956 tak bylo železniční spojení mezi SSSR a ČLR přes Mongolsko zprovozněno. Díky politické situaci v tehdejší Mongolské lidové republice převažovaly zájmy Sovětského svazu. Byly proto přijaty příslušné normy, jako je rozchod 1524 mm a sovětské standardy pro železniční vozidla. (Tradiční rozchod železnic v Mongolsku je 1520 mm.)
V roce 1958 byla na východě Mongolska uvedena do provozu trať ze Solovjovska do Bajantümen u Čojbalsanu dlouhá 238 km. V Borzje byla napojena na Transsibiřskou magistrálu. Síť okolo Čojbalsanu byla z vojenských důvodů v roce 1941 doplněna dvěma normálněrozchodnými tratěmi do Tamdsag Bulag a Dsun Bulag, které byly v roce 1956 a na přelomu let 1962/63 zrušeny.

## Současnost

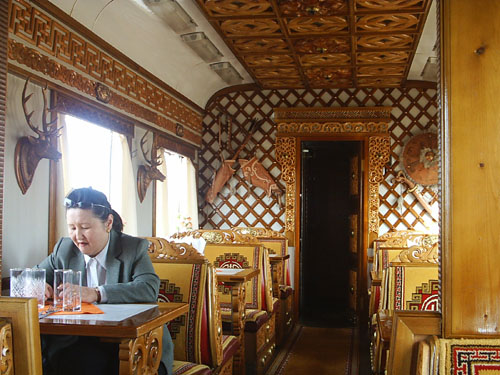
Jídelní vůz Mongolských železnic

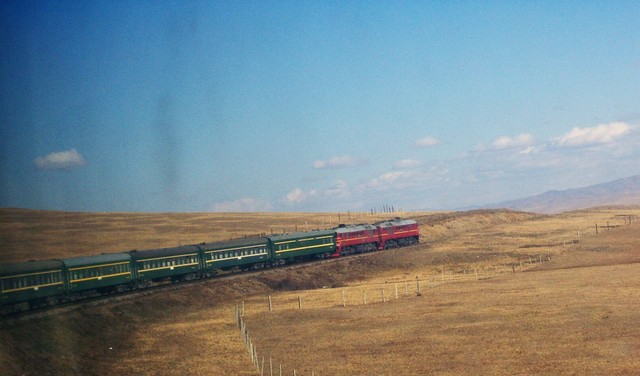
Transmongolská magistrála v poušti Gobi

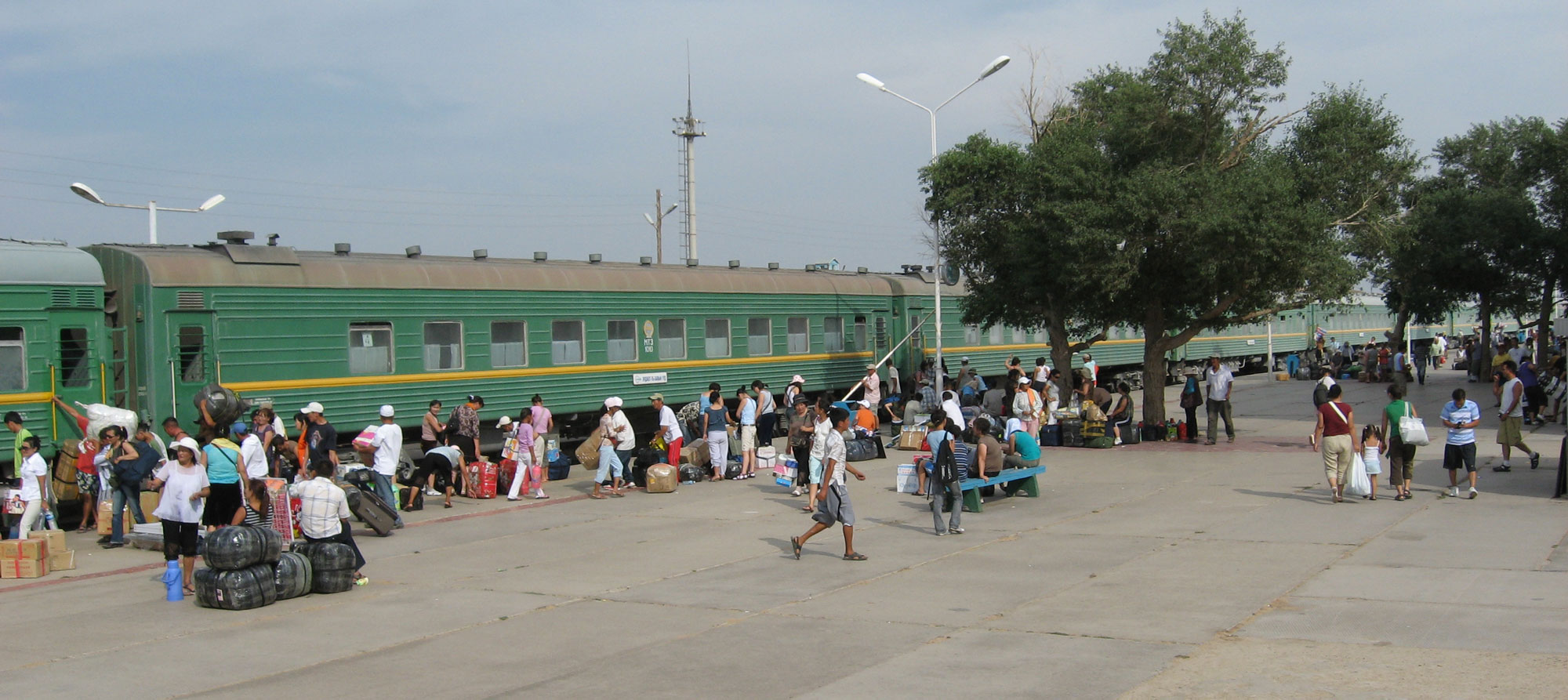
Nástupiště v Zamyn-Úd

Síť národního dopravce UBTZ sestává ze dvou hlavních tratí:
- trať Süchbátar-Zamyn-Úd, probíhající ze severu na jih
- trať Ereentsav-Čojbalsan.

### Tratě
Mongolsko má celkem 1815 kilometrů železničních tratí. Žádná z nich není elektrifikována, užívány jsou pouze dieselové lokomotivy. Největší část tvoří Transmongolská magistrála se svými odbočkami. Prochází od severu na jih a spojuje železniční sítě Ruska a Číny.
Druhou sítí je železniční trať vedoucí od Čojbalsanu po rusko-mongolské hranice a na Transsibiřskou magistrálu. Na této trase je provozována pouze nákladní doprava. S Transmongolskou magistrálou nemá žádné spojení.

### Provoz
Po zániku Rady vzájemné hospodářské pomoci (RVHP) v roce 1991 klesl objem nákladní dopravy na mongolské železnici na polovinu, ale do roku 2005 téměř dosáhl předchozí úrovně. Mongolské železnice přepravily 93 procent veškerého zboží a 43 % všech cestujících. Poměrně pomalá železniční osobní doprava je ale vystavena konkurenci automobilové dopravy na stále se rozvíjející silniční síti.
Jednou týdně projíždí kratším ze dvou železničních spojení mezi Moskvou a Pekingem mezinárodní souprava. Tuzemské vlaky projíždějí mezi Ulánbátarem a městy Darchan, Süchbátar, Erdenet, Zamyn-Úd, Čojr a Sajnšand.

### Vozidla
Hnacími vozidly jsou lokomotivy řad 2M62 a 2ТЭ10Л, vyráběné v ukrajinkém Luhansku, společně s řadami ТЭМ2, 2ТЭ 116. Ze Spojených států byly dovezeny lokomotivy General Electric DASH-7.

## Plány na rozšíření sítě
Celokově má být v Mongolsku v budoucnu ve třech fázích postaveno 5600 km nových tratí:
- První fáze zahrnuje novou trať z Čojbalsanu přes Ulánbátar (s připojením na Transmongolskou magistrálu) do Dalanzadgadu v délce přibližně 1100 km. Smlouva byla vládou s Mongolskou železnicí uzavřena 3. listopadu 2010. Studii proveditelnosti zpracovaly firmy McKinsey, Liberty Partners LLC, Pillsbury Winthrop Shaw Pittman LLP a BNP Paribas.[10]
- Vláda rovněž MTZ pověřila 3. listopadu 2012 plánováním železničního spojení mezi Uchá Chudag a mongolsko-čínským hraničním městem Gaschuun Suchait.[11][12] Odtud by měla navazovat čínská trať Linhe-Ceke. Železnice má nákladními vlaky dopravovat uhlí do Číny prostřednictvím tratě dlouhé 235 kilometrů. Projekt nese název „South Gobi Desert Rail“. Jednokolejnou trať, na níž mají jezdit vlaky o délce až 1800 metrů a s nápravovým tlakem 25 tun, projektovala DB International, dceřiná společnost Deutsche Bahn.[13]
- Další plány mají zajistit propojení výše uvedené trasy s Transmongolskou magistrálou a dolem Oju Tolgoj nebo letištěm Bujant-Uchá.[14]